# Motor
Motor je naprava koja služi za pretvaranje određenih vrsta energije u mehaničku energiju gibanja. Shodno rečenoj definiciji danas poznamo sljedeće vrste motora:
a) motore s unutrašnjim izgaranjem koji kemijsku energiju goriva pretvaraju u toplinsku energiju, a toplinsku energiju (energiju izgaranja) u energiju kretanja,
b) elektromotore koji električnu energiju pretvaraju u kretanje - njihova suprotnost je generator koji pretvara kretanje (kinetičku energiju) u električnu energiju.

### Teorija motora
- klip stroja
- donja mrtva točka motora
- gornja mrtva točka motora
- stapaj
- promjer cilindra
- obujam motora
- omjer kompresije
- sile u klipnom mehanizmu

## Vanjske poveznice
- Motor Hrvatska tehnička enciklopedija, portal hrvatske tehničke baštine. LZMK